# Međurečje
Međurečje (srbskou cyrilicí Међуречје) je bosenskou exklávou v území Srbska. Je součástí obce Rudo v Republice Srbské v Bosně a Hercegovině. Je spojena autobusovou linkou se srbským Pribojem, paradoxně neexistuje spojení s mateřskou obcí Rudo. V roce 1991 zde žilo celkem 265 obyvatel, z čehož 183 byli Srbové, 67 Muslimů a neurčenou národnost mělo 25 lidí.